# (35347) Tallinn
(35347) Tallinn est un astéroïde de la ceinture principale découvert le 3 mai 1997 par Eric Walter Elst à La Silla. Il est nommé d'après la capitale estonienne.